# Ramoncín
Ramoncín, de son vrai nom José Ramón Julio Márquez Martínez (né le 25 novembre 1955 à Madrid), est un musicien et chanteur espagnol. Il fut membre du conseil d'administration de la Sociedad General de Autores y Editores (SGAE).

## Biographie
Il est devenu membre d'un groupe en répondant à une annonce que Jero Ramiro a écrite en 1976 dans la revue espagnole Disco Express. L'annonce demandait « un chanteur pour un groupe à Vallecas. Peu importe qu'il soit très bon, mais qu'il s'amuse sur scène. » Ramoncín a été très apprécié par le groupe lorsqu'il interprète Jumping Jack Flash des Rolling Stones dans la salle de répétition. Le groupe change de nom pour devenir W.C.?, et grâce aux contacts de Ramoncín, il commence à se faire connaître, avec des chansons célèbres comme El Rey del Pollo Frito, Marica de terciopelo ou Cómete una paraguaya. La presse commence cependant à appeler le groupe Ramoncín y los WC?, ce qui agace le reste du groupe.
En 1977, les membres originaux du groupe décidèrent de quitter le groupe en raison de la direction punk que Ramoncín voulait prendre, les remplaçant par Carlos Michelini, Roberto Jiménez et Manolo Caño. Quelques mois plus tard, Ramoncín conclut un accord avec une maison de disques et enregistre l'album Ramoncín y W.C., avec des instrumentistes de studio. Selon Jero Ramiro, l'album a inclus des chansons qui appartenaient au groupe original, sans consulter ou demander le consentement de leurs créateurs originaux.
Grâce à cet album, Ramoncín fait ses débuts à l'âge de 22 ans. L'album contient des chansons telles que El Rey del pollo frito, une narration à la première personne dans laquelle le chanteur se met dans la peau d'un directeur de disques de haut rang.

## Discographie

### Albums studio
- 1978 : Ramoncín y W.C.?
- 1979 : Barriobajero
- 1981 : Arañando la ciudad
- 1982 : ¡Corta!
- 1984 : Ramoncinco
- 1985 : Como el fuego
- 1986 : La vida en el filo
- 1988 : Fe ciega
- 1998 : Miedo a soñar
- 2009 : The Cover Band 1965-1975 (album de reprises)
- 2011 : Cuando el diablo canta

### Compilations
- 1984 : Grandes éxitos
- 1986 : Éxitos en carretera
- 1991 : Colección privada
- 2000 : Ángel de cuero: 20 años de canciones (+ CD extra avec 5 chansons exclusives)
- 2008 : Memoria audiovisual 1978-2008 (2 CD + DVD)
- 2017 : Quemando el tiempo (double CD + CD con 7 chansons en version acoustique + DVD)

### Albums live
- 1990 : Al límite: Vivo y salvaje
- 2003 : Canciones desnudas, vol. 1
- 2005 : Canciones desnudas, vol. 2 (DVD)
- 2010 : Grandes éxitos definitivos de Madrid a México (en tournée au Mexique)